# Alberyk II
Alberyk II (ur. ok. 905; zm. w 954), książę Rzymu w latach 932–954, syn Alberyka I, księcia Spoleto, i jego żony Marozji, wpływowej kobiety w Rzymie, ojciec Oktawiana i Teofilakta. Jego przyrodnim bratem był Jan XI.

## Życiorys
W 932 Alberyk II po kłótni z trzecim mężem swojej matki, królem Włoch, doprowadził do rewolty przeciwko Hugonowi z Arles, w wyniku czego doprowadził do jego ucieczki z Rzymu i uwięzienia Marozji. Posunięcia te pozwoliły uzyskać Alberykowi kontrolę nad Rzymem i obwołanie siebie księciem Rzymu. Władzę sprawował do śmierci w roku 954, a także doprowadził do powołania lojalnego mu Agapita II na papieża.
W roku 936 Alberyk II poślubił swoją przyrodnią siostrę Aldę (córkę Gwidona), z którą miał syna Oktawiana. Na łożu śmierci Alberyk nominował swojego syna na papieża; Oktawian przyjął imię Jan XII.